# Зибров, Иван Никифорович
Иван Никифорович Зибров (1917—2002) — майор Советской Армии, участник Великой Отечественной войны, Герой Советского Союза (1943).

## Биография
Иван Зибров родился 27 октября 1917 года в селе Тамбовка (ныне — Харабалинский район Астраханской области). Окончил три курса Астраханского кооперативного техникума. В 1939 году Зибров был призван на службу в Рабоче-крестьянскую Красную Армию. С августа 1941 года — на фронтах Великой Отечественной войны. Участвовал в боях под Воронежем, Курской битве. К сентябрю 1943 года сержант Иван Зибров командовал отделением роты связи 574-го стрелкового полка 121-й стрелковой дивизии 60-й армии Центрального фронта. Отличился во время битвы за Днепр.
28 сентября 1943 года отделение Зиброва одним из первых переправилось через Днепр в районе села Глебовка Киевской области Украинской ССР и проложило кабель. Во время боёв на плацдарм на западном берегу Днепра Зибров и его отделение лично участвовали в отражении немецких контратак, исправлял повреждения на линии, обеспечив бесперебойную связь между штабом и подразделениями на западном берегу.
Указом Президиума Верховного Совета СССР от 17 октября 1943 года за «мужество и героизм, проявленные при форсировании реки Днепр» сержант Иван Зибров был удостоен высокого звания Героя Советского Союза с вручением ордена Ленина и медали «Золотая Звезда» за номером 3530.
После окончания войны Зибров продолжил службу в Советской Армии. В 1945 году он окончил Муромское военное училище связи. В 1952 году в звании майора Зибров был уволен в запас. Проживал в Астрахани, работал во вневедомственной охране. Умер 21 ноября 2002 года.
Был также награждён орденом Отечественной войны 1-й степени и двумя орденами Красной Звезды, рядом медалей.